# Kilian Ludewig
Kilian Ludewig (Hamburg, 2000. március 5. –) német korosztályos válogatott labdarúgó, a Petrolul Ploiești játékosa.

## Pályafutása

### Klubcsapatokban
A Barsbütteler SV, a Willinghusener SC, a St. Pauli és az RB Leipzig korosztályos csapataiban nevelkedett még mielőtt 2018-ban szerződtette a Red Bull Salzburg, amellyel négyéves szerződést kötött. Először a Liefering csapatában lépett pályára mérkőzéseken. 2020. január 9-én kölcsönbe került az angol Barnsley csapatához fél évre. Augusztusban fél évvel meghosszabbították a kölcsönszerződést. Október elején szerződése lejárta előtt visszatért Salzburgba, majd kölcsönbe a német Schalke 04 együtteséhez távozott. Október 18-án mutatkozott be az 1. FC Union Berlin elleni Bundesliga mérkőzésen kezdőként. 2021 nyarán visszatért a Salzburg csapatához. 2022.január 13-án a holland Willem II csapatához került kölcsönbe a 2021–22-es szezon végéig. Június 24-én a dán AaB Fodbold vette kölcsönbe egy szezonra. 2023. július 11-én a német TSV 1860 München szerződtette egy szezonra kölcsönbe. 2024. július 5-én a Red Bull Salzburg felbontotta a szerződését. 2025. február 11-én aláírt a román Petrolul Ploiești csapatához.

### A válogatottban
Tagja volt a 2017-es U17-es labdarúgó-Európa-bajnokságon résztvevő keretnek és minden mérkőzésen pályára lépett a tornán.

## Statisztika
2024. május 22-i állapot szerint.
| Klub                         | Szezon   | Bajnokság        | Bajnokság | Bajnokság | Kupa  | Kupa  | Ligakupa | Ligakupa | Nemzetközi | Nemzetközi | Összesen | Összesen |
| Klub                         | Szezon   | Osztály          | Mérk.     | Gólok     | Mérk. | Gólok | Mérk.    | Gólok    | Mérk.      | Gólok      | Mérk.    | Gólok    |
| ---------------------------- | -------- | ---------------- | --------- | --------- | ----- | ----- | -------- | -------- | ---------- | ---------- | -------- | -------- |
| FC Liefering                 | 2018–19  | 2. Liga          | 18        | 1         | —     | —     | —        | —        | —          | —          | 18       | 1        |
| FC Liefering                 | 2019–20  | 2. Liga          | 10        | 0         | —     | —     | —        | —        | —          | —          | 10       | 0        |
| FC Liefering                 | Összesen | Összesen         | 28        | 1         | 0     | 0     | 0        | 0        | 0          | 0          | 28       | 1        |
| Barnsley (kölcsönbe)         | 2019–20  | EFL Championship | 18        | 0         | 0     | 0     | 0        | 0        | —          | —          | 18       | 0        |
| Barnsley (kölcsönbe)         | 2020–21  | EFL Championship | 4         | 0         | 0     | 0     | 3        | 0        | —          | —          | 7        | 0        |
| Barnsley (kölcsönbe)         | Összesen | Összesen         | 22        | 0         | 0     | 0     | 3        | 0        | 0          | 0          | 25       | 0        |
| Schalke 04 (kölcsönbe)       | 2020–21  | Bundesliga       | 6         | 0         | 2     | 0     | —        | —        | —          | —          | 8        | 0        |
| Willem II (kölcsönbe)        | 2021–22  | Eredivisie       | 4         | 0         | 0     | 0     | —        | —        | —          | —          | 4        | 0        |
| AaB (kölcsönbe)              | 2022–23  | Dán Superliga    | 12        | 0         | 3     | 0     | —        | —        | —          | —          | 15       | 0        |
| TSV 1860 München (kölcsönbe) | 2023–24  | 3. Liga          | 24        | 0         | 0     | 0     | —        | —        | —          | —          | 24       | 0        |
| Összesen                     | Összesen | Összesen         | 97        | 1         | 6     | 0     | 3        | 0        | 0          | 0          | 106      | 1        |

## Sikerei, díjai
- Red Bull Salzburg
  - Osztrák Bundesliga bajnok: 2021–22
  - Osztrák kupagyőztes: 2021–22

## Külső hivatkozások
- Kilian Ludewig adatlapja a Kicker oldalán (németül)
- Kilian Ludewig adatlapja a Transfermarkt oldalán (angolul)
- Kilian Ludewig adatlapja a Soccerway oldalon (angolul)